# Johan Fahlstrøm
Johan Peter Broust Fahlstrøm, född 1867 i Trondheim, död 1938, var en norsk skådespelare, teaterledare och teaterregissör. Han var från 1889 gift med skådespelaren Alma Fahlstrøm.
Fahlstrøm var 1887–1897 anställd vid Kristiania teater och 1899–1903 vid Nationaltheatret. Han ledde 1897–1899 Centralteatret. Åren 1903–1911 ledde han "Fahlstrøms teater" och 1915–1916 friluftsspelen vid Frogner. Fahlstrøm företog även turnéer i norska landsorten. Hans skådespel kännetecknades av kraft, humor, känslovärme och temperament. Bland hans roller märks Shylock i Köpmannen i Venedig, Falstaff i Muntra fruarna, Skule Jarl i Kungsämnena, Osvald i Gengångare, Cyrano de Bergerac och Herodes i Salome.
Han räknades till Norges främsta skådespelare före första världskriget. Makarna Fahlstrøm hade sonen Arne Fahlstrøm. Denne reste med Titanic 1912 och omkom vid fartygets förlisning.